# Hoogvliet (metrostation)
Het metrostation Hoogvliet, gelegen in het Rotterdamse stadsdeel Hoogvliet is een van de drie (bovengrondse) stations van de Rotterdamse metro in deze deelgemeente. De andere stations zijn Zalmplaat en Tussenwater.
Via het busstation met enkele winkels bij het metrostation is er verbinding met de diverse wijken van Hoogvliet.
Het station wordt bediend door zowel lijn C als lijn D. Vanaf 23 augustus 2004 tot 28 augustus 2006 was Hoogvliet in de avonduren het eindpunt van lijn C.
Het station heeft een aantal gedaanteverwisselingen ondergaan. Van oorsprong was het station, net als de overige stations, blauw en voorzien van één roltrap (in de richting Rotterdam). In de jaren 80 is er een extra roltrap voor de richting Spijkenisse bijgekomen. Tot de verlenging van de metro naar Spijkenisse in 1985 hadden ook de meeste ZWN-streeklijnen naar Spijkenisse en verder er hun eindpunt. Eind jaren 90 is de stationshal verdwenen en vervangen door een winkel. Tevens zijn de deuren verplaatst naar het midden van het station, tussen de deuren zijn aan weerszijden twee liften geplaatst. Ter voorbereiding van de komst van de oost-westlijn is de blauwe kleur vervangen door rood/blauwe kleuren. In het kader van de OV-chipkaart is het station in de krappe ruimte op de begane grond voorzien van tourniquets. Voor de reizigers die gebruikmaken van de roltrap zijn de tourniquets op het perron geplaatst.
Ook het busstation is regelmatig van gedaante veranderd. Zo zijn aan begin van de jaren 90 een groenteboer, een bakker en een snackbar verrezen onder de overkappingen. Hierbij is de overkapping tussen het metrostation en de bussen gesloopt om het stationsgebied veiliger te maken. Dit heeft er wel toe geleid dat bij slecht weer de ruimte op de begane vloer in het metrostation vol staat met reizigers die droog op hun bus willen wachten. De afstand tussen de metro en de bussen lijkt op het eerste gezicht wat groot. In het verleden heeft hier een wachthokje gestaan voor buschauffeurs. Bij de laatste verbouwing van het station is de wachtruimte onder gebracht in het station zelf. Het busstation bij de metro heeft vijf busperrons (A-E) waarvan er drie voor reguliere busdiensten worden gebruikt.

## Buslijnen
| Lijn | Richting                  | Via                           | Bijzonderheden                                     |
| ---- | ------------------------- | ----------------------------- | -------------------------------------------------- |
| 61   | Hoogvliet Metro           | Oudeland, Westpunt            | Ringlijn in één richting, tegengesteld aan lijn 62 |
| 62   | Hoogvliet Metro           | Westpunt, Oudeland            | Ringlijn in één richting, tegengesteld aan lijn 61 |
| 63   | Hoogvliet Metro           | Meeuwenplaat, Zalmplaat       | Ringlijn in één richting.                          |
| 64   | Poortugaal De Kijvelanden | Tussenwater, Poortugaal Metro |                                                    |

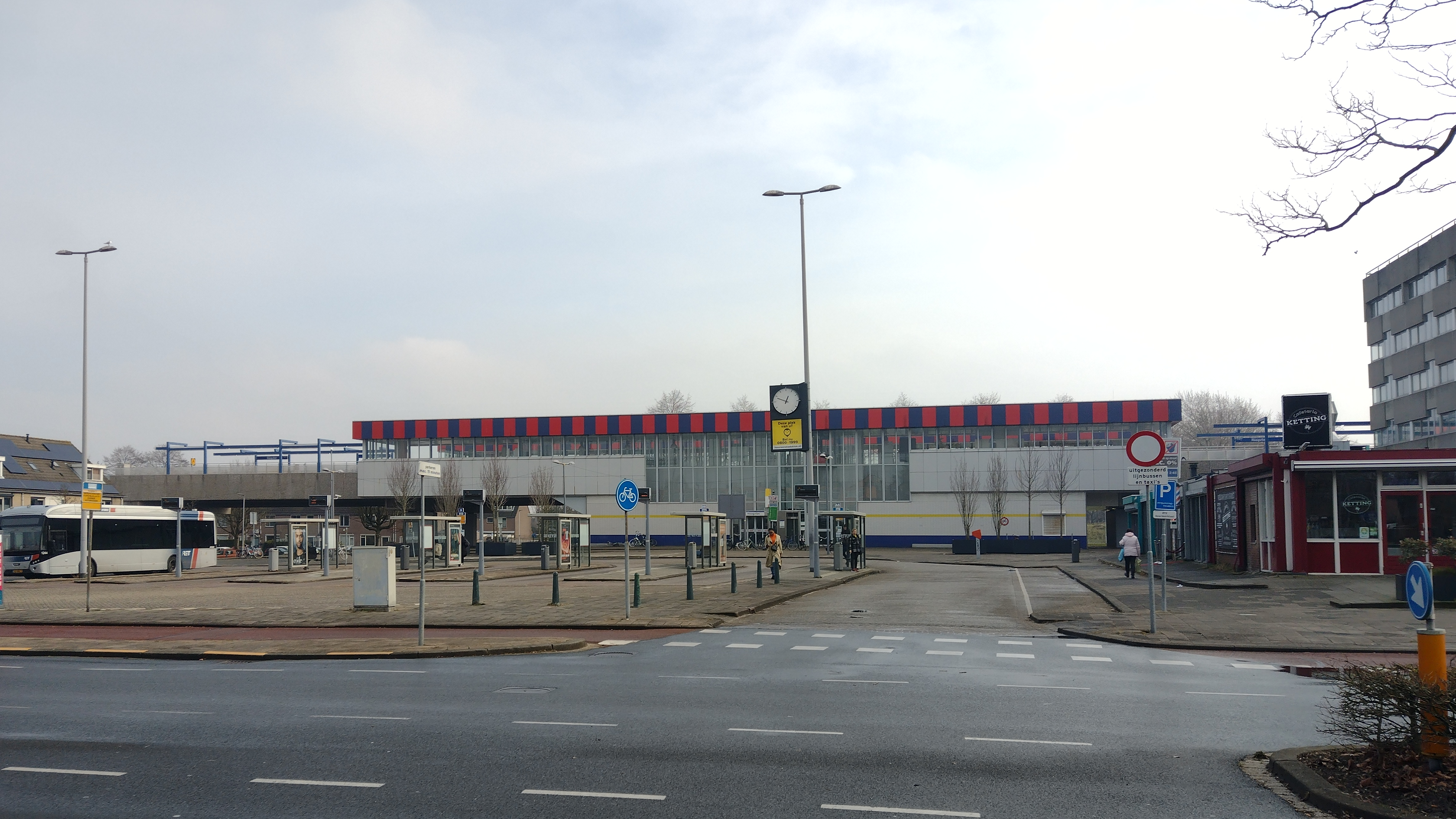
Voorkant van het station
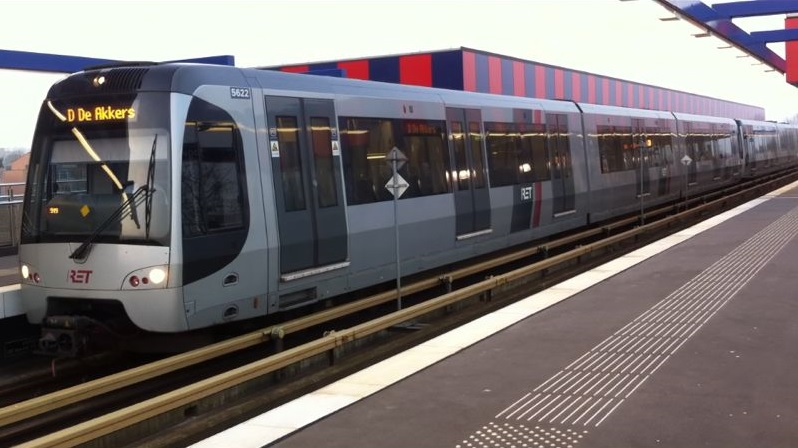
Metro staat klaar

De Terp · Capelle Centrum · Slotlaan · Capelsebrug · Kralingse Zoom · Voorschoterlaan · Gerdesiaweg · Oostplein · Blaak  · Beurs · Eendrachtsplein · Dijkzigt · Coolhaven · Delfshaven · Marconiplein · Schiedam Centrum  · Parkweg · Troelstralaan · Vijfsluizen · Pernis · Tussenwater · Hoogvliet · Zalmplaat · Spijkenisse Centrum · Heemraadlaan · De Akkers
Rotterdam Centraal  · Stadhuis · Beurs · Leuvehaven · Wilhelminaplein · Rijnhaven · Maashaven · Zuidplein · Slinge · Rhoon · Poortugaal · Tussenwater · Hoogvliet · Zalmplaat · Spijkenisse Centrum · Heemraadlaan · De Akkers